# Tierra Blanca
Tierra Blanca là một đô thị thuộc bang Guanajuato, México. Năm 2005, dân số của đô thị này là 16136 người.